# Spinrokken

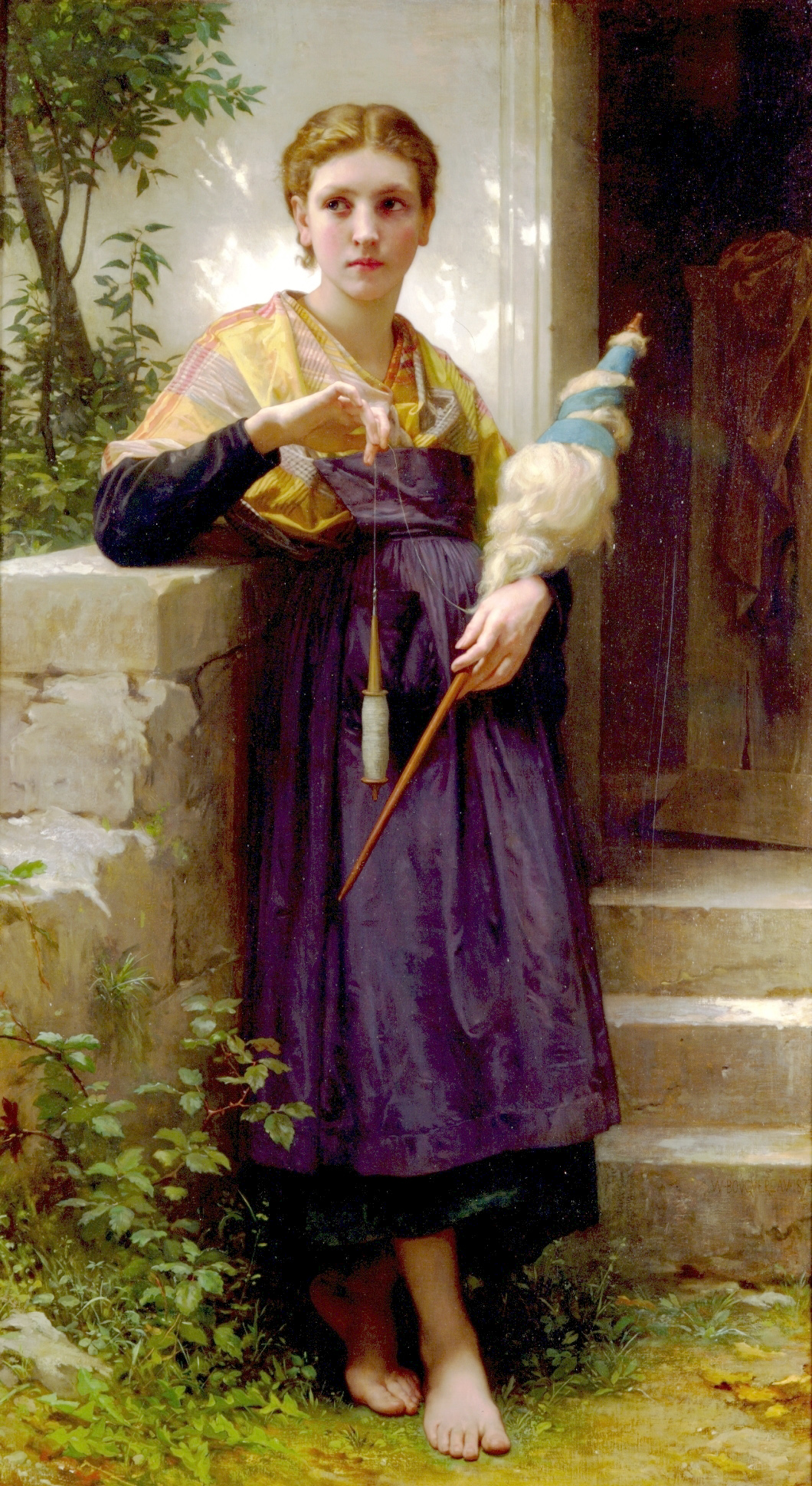
Een vrouw met een spinrokken en spintol, William Bouguereau, 1873

Het spinrokken, spinrok of rokken is een stok waarop wol of vlas wordt gestoken waarvan de draad wordt gesponnen met behulp van een spintol of een spinnewiel. Het gebruiken van dit werktuig ten behoeve van het spinnen wordt spinnen genoemd.
In de kunst is het spinrokken het symbool van de vrouw des huizes en is ook de personificatie van vlijt. Het is te zien bij Clotho en Genoveva, maar ook bij Eva en bij Maria als de engel haar verkondigt dat zij een kind zal krijgen. Ook in de genrekunst ziet men spinsters met spinokken.
Het Oudnoordse vǫlva betekent "spinrokken (of toverstaf) dragend" of "draagster van een (magische) staf", zie ook Völva.

## Afbeeldingen

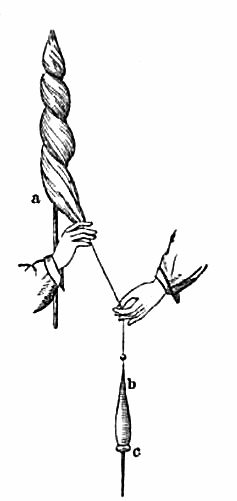
Spinrokken en spintol
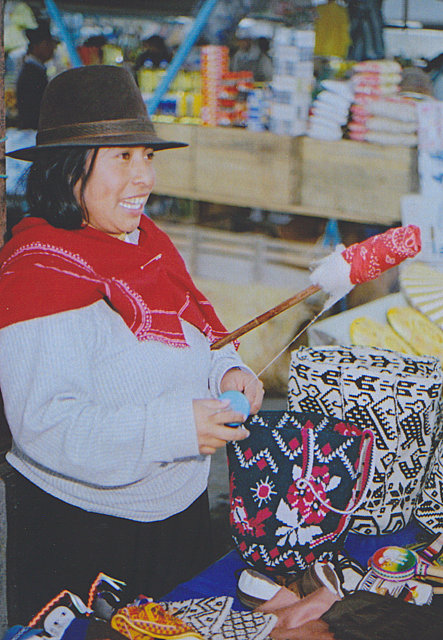
Spinrokken, Equador 2012
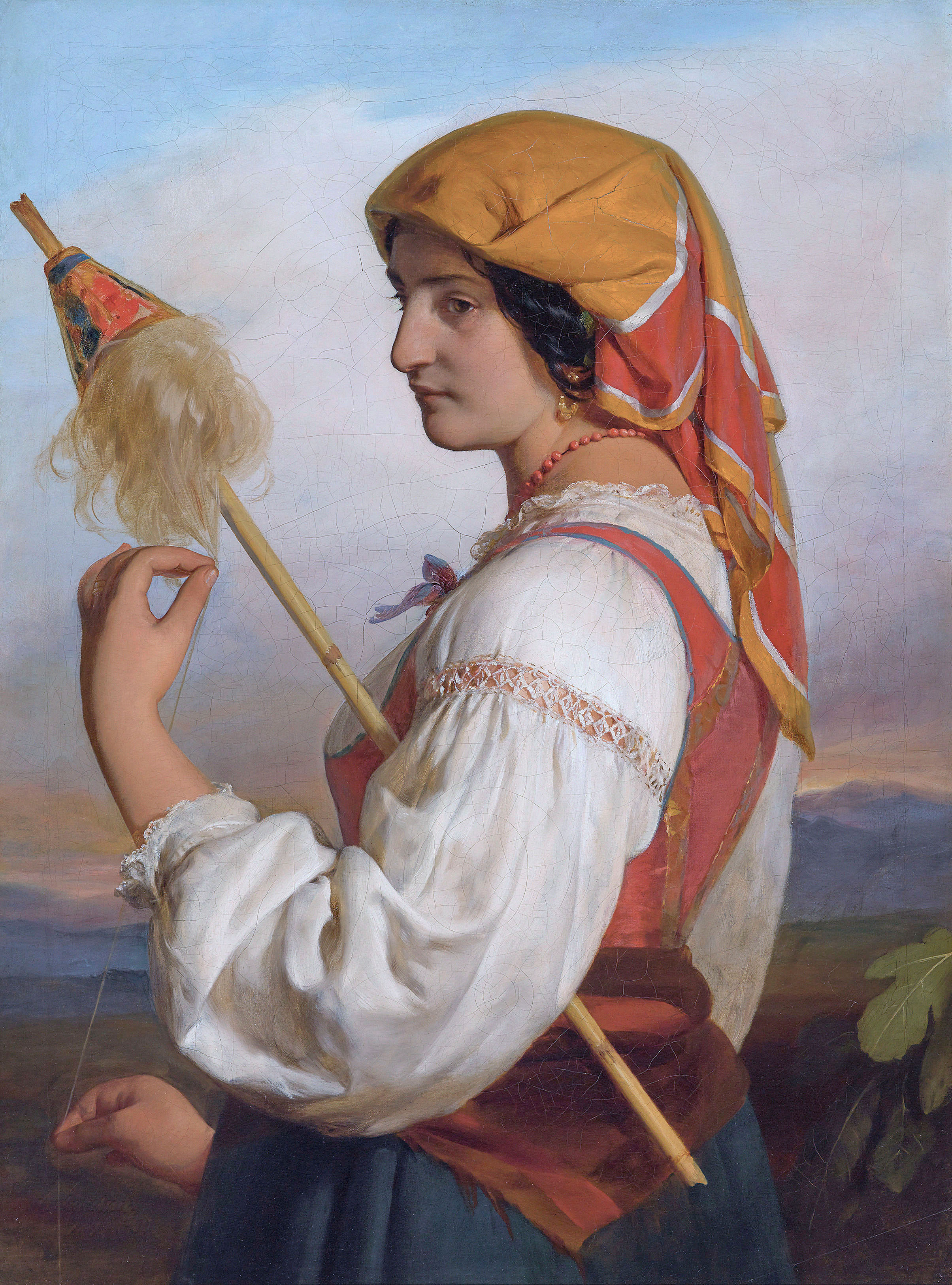
Genreschilderij met spinster